# Avenue Jean-Jaurès (Joinville-le-Pont)
Pour les articles homonymes, voir Avenue Jean-Jaurès.
L'avenue Jean-Jaurès est une voie de communication de la ville de Joinville-le-Pont. Suivant le tracé de la route départementale 86A, elle est une partie de l'ancien axe qui joignait le carrefour de Beauté à l'entrée sud-est du bois de Vincennes, axe modifié avec la création d'une voie ferrée. 

## Situation et accès

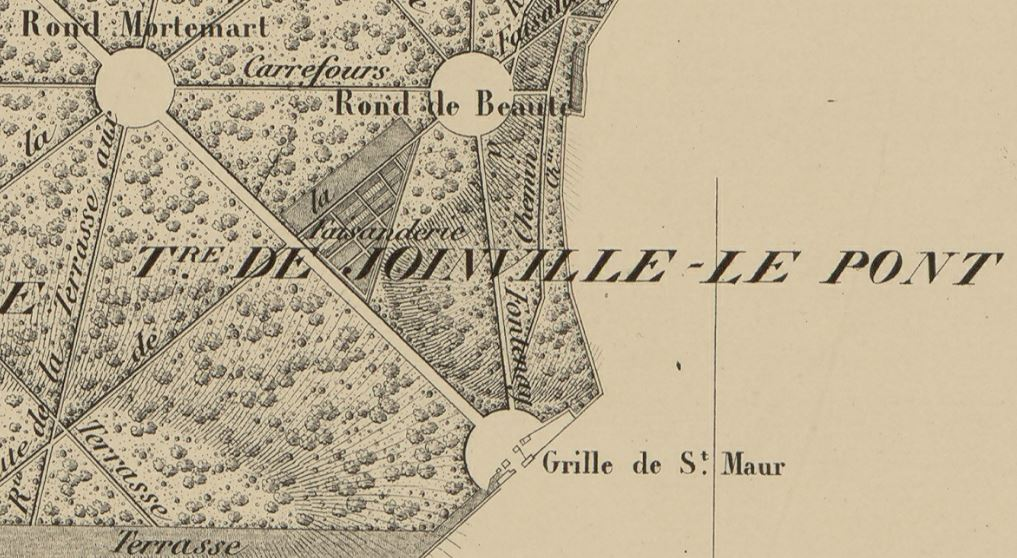
Bois de Vincennes, entrée sud-est, sur les domaines de la Couronne.

L'avenue Jean-Jaurès est desservie par la gare de Joinville-le-Pont, dont les accès se situent sur l'avenue.
Côté nord, elle commence à l'avenue du Tremblay, sous le passage de la ligne A du RER d'Île-de-France. Sur tout son tracé, l'avenue longe cette voie ferroviaire et le Bois Bénard (Bois Cabi, appellation fréquemment reprise), limitrophe du bois de Vincennes, et ne présente de ce fait que des numéros pairs. Elle se termine à l'intersection de la rue Jean-Mermoz et de la rue Émile-Moutier (anciennement rue des Cliquettes, renommée en honneur d'un lieutenant de vingt-cinq ans, mort pour la France), dans l'alignement de la rue de Paris qui a gardé son nom d'origine. Cette place est par ailleurs traversée en souterrain par l'avenue des Canadiens, qui passe sous le pont Robert-Deloche. 
Ce grand carrefour est issu de la restructuration complète de ce qui était, dans l'axe de la route de la Pyramide, la Grille de Saint-Maur, visible sur la carte de Cassini, et qui était l'entrée sud-est du bois de Vincennes.

## Origine du nom

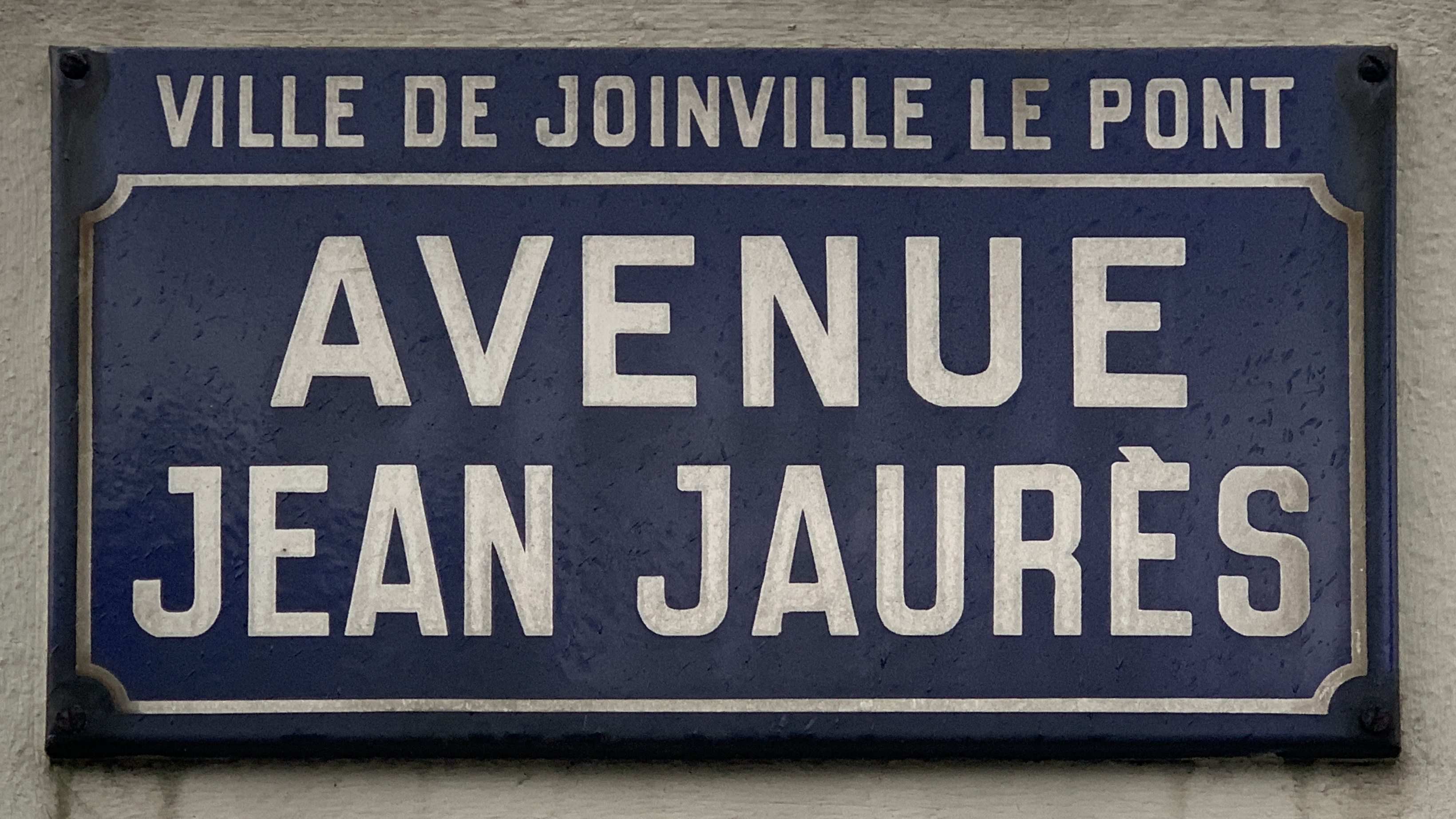
Plaque de l'avenue.

Le nom de cette avenue fait référence à l'homme politique socialiste français Jean Jaurès, né à Castres le 3 septembre 1859 et décédé à Paris le 31 juillet 1914.

## Historique

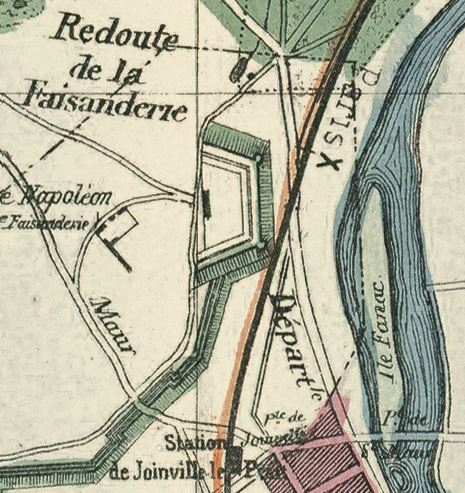
Détail de la ligne de Paris à Vincennes, ouverte en 1859.

Jusqu’aux années 1860, la seule construction qui se trouvait sur à cet emplacement était le mur d’enceinte du Parc du Château de Vincennes, qui appartenait au Domaine de la Couronne.
L'histoire de cette voie de communication se confond donc avec la création, en 1859, de la ligne de Paris-Bastille à Marles-en-Brie, aussi appelée ligne de la Bastille, ligne de Vincennes ou ligne V,.
Pour ce faire, un important talus - toujours visible aujourd'hui, planté de conifères, érables et sorbiers - est élevé entre Nogent et Joinville, passant entre le bois de Vincennes et la rive de la Marne, qui fait un méandre à cet endroit, afin de surélever la ligne et permettre le passage de l'avenue en tunnel.
Au sud, l'avenue se termine alors à un carrefour appelé porte de Joinville.
Le 11 mars 1918, durant la première Guerre mondiale, la « route de Paris » est touchée lors d'un raid effectué par des avions allemands.
Elle reçut ce nom d'Henri Vel-Durand, maire de Joinville à partir de 1919.

## Bâtiments remarquables et lieux de mémoire
- Gare de Joinville-le-Pont
- Temple bouddhique Linh Son[9], créé en 1975 par des fidèles vietnamiens.

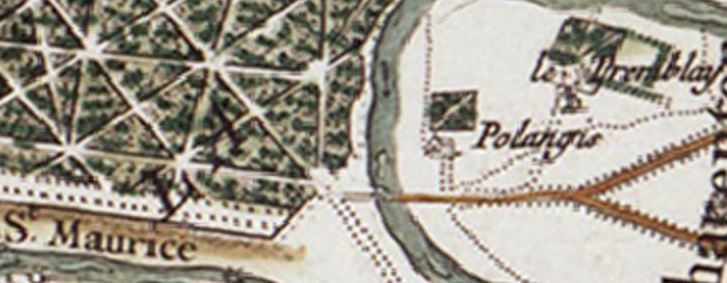
Entrée sud-est du Bois de Vincennes, sur la carte de Cassini.